# Курукуї
Курукуї (Trogon curucui) — вид птахів родини трогонових (Trogonidae).

## Поширення
Вид поширений в Південній Америці. Трапляється в Аргентині, Болівії, Бразилії, Колумбії, Еквадорі, Парагваї та Перу. Його природним середовищем існування є вологі ліси субтропічних або тропічних низин та старі деградовані ліси з високими деревами, біля річок або в болотистих районах.

## Опис
Птах завдовжки 25 см з яскравим, щільним і м'яким оперенням, міцним дзьобом і маленькими ногами. Самець забарвлений в червоний колір з нижньої сторони, зелений з верхньої сторони, з синюватим відтінком на капюшоні, шиї та хвості. Помаранчеві кола під очима контрастують з темними очима та обличчям. Самиця зверху забарвлена в синьо-сірий колір, а знизу червона з білою грудною смугою. Представники обох статей мають чорно-білий смугастий хвіст.

## Підвиди
Виділяють три підвиди:
- Trogon curucui behni Gould, 1875
- Trogon curucui curucui Linnaeus, 1766
- Trogon curucui peruvianus Swainson, 1838